# Habronattus nesiotus
Habronattus nesiotus là một loài nhện trong họ Salticidae.
Loài này thuộc chi Habronattus. Habronattus nesiotus được Griswold miêu tả năm 1987.